# Чемпіонат світу з легкої атлетики в приміщенні 2010
Чемпіонат світу з легкої атлетики в приміщенні 2010 відбувся 12-14 березня у Досі в «Еспайр Доум».

## Призери

### Чоловіки
| Дисципліни            | Золото | Золото    | Срібло                                                                                   | Срібло  | Бронза                                                                                          | Бронза  |
| --------------------- | --- | --------- | ---------------------------------------------------------------------------------------- | ------- | ----------------------------------------------------------------------------------------------- | ------- |
| 60 метрів             | Двейн Чамберс Велика Британія                                                                               | 6,48      | Майкл Роджерс США                                                                        | 6,53    | Деніел Бейлі Антигуа і Барбуда                                                                  | 6,57    |
| 400 метрів            | Кріс Браун Багамські Острови                                                                                | 45,96     | Вільям Колласо Куба                                                                      | 46,31   | Джамал Торранс США                                                                              | 46,43   |
| 800 метрів            | Абубакер Какі Судан                                                                                         | 1.46,23   | Боаз Лаланг Кенія                                                                        | 1.46,39 | Адам Кщот Польща                                                                                | 1.46,69 |
| 1500 метрів           | Дерессе Меконнен Ефіопія                                                                                    | 3.41,86   | Абдалааті Ігідер Марокко                                                                 | 3.41,96 | Гарон Кейтані Кенія                                                                             | 3.42,32 |
| 3000 метрів           | Бернард Лагат США                                                                                           | 7.37,97   | Серхіо Санчес Іспанія                                                                    | 7.39,55 | Семмі Мутахі Кенія                                                                              | 7.39,90 |
| 60 метрів з бар'єрами | Дайрон Роблес Куба                                                                                          | 7,34 CR   | Терренс Треммелл США                                                                     | 7,36    | Девід Олівер США                                                                                | 7,44    |
| 4×400 метрів          | СШАДжамал Торранс Грег Ніксон Таваріс Тейт Бершон Джексон Леджеральд Беттерс (забіг) Керрон Клемент (забіг) | 3.03,40   | БельгіяСедрік ван Брантегем Кевін Борле Антуан Жилле Йонатан Борле Нільс Дейрінк (забіг) | 3.06,94 | Велика БританіяКонрад Вільямс Найджел Лівайн Крістофер Кларк Річард Бак Люк Леннон-Форд (забіг) | 3.07,52 |
| Стрибки у висоту      | Іван Ухов Росія                                                                                             | 2,36      | Ярослав Рибаков Росія                                                                    | 2,31    | Дасті Джонас США                                                                                | 2,31    |
| Стрибки з жердиною    | Стів Гукер Австралія                                                                                        | 6,01 CR   | Мальте Мор Німеччина                                                                     | 5,70    | Александр Штрауб Німеччина                                                                      | 5,65    |
| Стрибки в довжину     | Фабріс Лап'єр Австралія                                                                                     | 8,17      | Ґодфрі Хотсо Макоена ПАР                                                                 | 8,08    | Мітчелл Вотт Австралія                                                                          | 8,05    |
| Потрійний стрибок     | Тедді Тамго Франція                                                                                         | 17,90 WIR | Йоандрі Бетанзос Куба                                                                    | 17,69   | Арньє Давід Хіральт Куба                                                                        | 17,36   |
| Штовхання ядра        | Крістіан Кентвелл США                                                                                       | 21,83     | Ральф Бартельс США                                                                       | 21,44   | Ділан Армстронг Канада                                                                          | 21,39   |
| Семиборство           | Браян Клей США                                                                                              | 6204      | Трей Гарді США                                                                           | 6184    | Олексій Дроздов Росія                                                                           | 6141    |

### Жінки
| Дисципліни            | Золото                                                    | Золото  | Срібло                                                                | Срібло  | Бронза                                                              | Бронза  |
| --------------------- | --------------------------------------------------------- | ------- | --------------------------------------------------------------------- | ------- | ------------------------------------------------------------------- | ------- |
| 60 метрів             | Вероніка Кемпбелл-Браун Ямайка                            | 7,00    | Кармеліта Джетер США                                                  | 7,05    | Рудді Занг Мілама ГабонШері-Енн Брукс Ямайка                        | 7,14    |
| 400 метрів[a]         | Деббі Данн США                                            | 51,04   | Ваня Стамболова Болгарія                                              | 51,50   | Амантле Монтшо Ботсвана                                             | 52,53   |
| 800 метрів            | Марія Савінова Росія                                      | 1.58,26 | Дженні Медоус Велика Британія                                         | 1.58,43 | Алісія Джонсон США                                                  | 1.59,60 |
| 1500 метрів           | Калькідан Гезахеньє Ефіопія                               | 4.08,14 | Наталія Родрігес Іспанія                                              | 4.08,30 | Гелете Бурка Ефіопія                                                | 4.08,39 |
| 3000 метрів           | Месерет Дефар Ефіопія                                     | 8.51,17 | Вів'єн Черуйот Кенія                                                  | 8.51,85 | Сентаєгу Еджигу Ефіопія                                             | 8.52,08 |
| 60 метрів з бар'єрами | Лоло Джонс США                                            | 7,72 CR | Пердіта Фелісьєн Канада                                               | 7,86    | Прісцилла Лопес-Шліп Канада                                         | 7,87    |
| 4×400 метрів[a]       | СШАДеббі Данн Діді Троттер Наташа Гастінгс Еллісон Фелікс | 3.27,34 | ЧехіяДеніса Росолова Їтка Бартонічкова Зузана Бергрова Зузана Гейнова | 3.30,05 | Велика БританіяКім Волл Вікі Барр Перрі Шейкс-Дрейтон Лі Макконнелл | 3.30,29 |
| Стрибки у висоту      | Бланка Влашич Хорватія                                    | 2,00    | Рут Бейтья Іспанія                                                    | 1,98    | Шанте Лоу США                                                       | 1,98    |
| Стрибки з жердиною    | Фабіана Мурер Бразилія                                    | 4,80    | Світлана Феофанова Росія                                              | 4,80    | Анна Роґовська Польща                                               | 4,70    |
| Стрибки в довжину     | Бріттні Різ США                                           | 6,70    | Найде Гомеш Португалія                                                | 6,67    | Кейла Коста Бразилія                                                | 6,63    |
| Потрійний стрибок     | Ольга Рипакова Казахстан                                  | 15,14   | Яргеліс Савіньє Куба                                                  | 14,86   | Ганна Пятих Росія                                                   | 14,64   |
| Штовхання ядра        | Валері Вілі Нова Зеландія                                 | 20,49   | Ганна Авдєєва Росія                                                   | 19,47   | Надін Кляйнерт Німеччина                                            | 19,34   |
| П'ятиборство          | Джессіка Енніс Велика Британія                            | 4937 CR | Наталія Добринська Україна                                            | 4851    | Гайліс Фаунтейн США                                                 | 4753    |

a  Другою в бігу на 400 метрів фінішувала росіянка Тетяна Фірова, а другою та третьою в естафетному бігу 4×400 метрів фінішували збірні команди Росії та Ямайки відповідно. Пізніше, за результатами аналізу допінг-проб, взятих у росіянки Тетяни Фірової та ямайки Боббі-Ґей Вілкінс, Тетяна Фірова та російська і ямайська команди були позбавлені отриманих нагород, які були перерозподілені на користь болгарки Вані Стамболової, ботсванки Амантле Монтшо, а також збірних Чехії та Великої Британії.

## Медальний залік
| Місце                | Країна               | Золото | Срібло | Бронза | Загалом |
| -------------------- | -------------------- | ------ | ------ | ------ | ------- |
| 1                    | США                  | 8      | 4      | 6      | 18      |
| 2                    | Ефіопія              | 3      | 0      | 2      | 5       |
| 3                    | Росія                | 2      | 3      | 2      | 7       |
| 4                    | Велика Британія      | 2      | 1      | 2      | 5       |
| 5                    | Австралія            | 2      | 0      | 1      | 3       |
| 6                    | Куба                 | 1      | 3      | 1      | 5       |
| 7                    | Бразилія             | 1      | 0      | 1      | 2       |
| 7                    | Ямайка               | 1      | 0      | 1      | 2       |
| 9                    | Багамські Острови    | 1      | 0      | 0      | 1       |
| 9                    | Казахстан            | 1      | 0      | 0      | 1       |
| 9                    | Нова Зеландія        | 1      | 0      | 0      | 1       |
| 9                    | Судан                | 1      | 0      | 0      | 1       |
| 9                    | Франція              | 1      | 0      | 0      | 1       |
| 9                    | Хорватія             | 1      | 0      | 0      | 1       |
| 15                   | Іспанія              | 0      | 3      | 0      | 3       |
| 16                   | Кенія                | 0      | 2      | 2      | 4       |
| 16                   | Німеччина            | 0      | 2      | 2      | 4       |
| 18                   | Канада               | 0      | 1      | 2      | 3       |
| 19                   | Бельгія              | 0      | 1      | 0      | 1       |
| 19                   | Болгарія             | 0      | 1      | 0      | 1       |
| 19                   | Марокко              | 0      | 1      | 0      | 1       |
| 19                   | ПАР                  | 0      | 1      | 0      | 1       |
| 19                   | Португалія           | 0      | 1      | 0      | 1       |
| 19                   | Україна              | 0      | 1      | 0      | 1       |
| 19                   | Чехія                | 0      | 1      | 0      | 1       |
| 26                   | Польща               | 0      | 0      | 2      | 2       |
| 27                   | Антигуа і Барбуда    | 0      | 0      | 1      | 1       |
| 27                   | Ботсвана             | 0      | 0      | 1      | 1       |
| 27                   | Габон                | 0      | 0      | 1      | 1       |
| Загалом (29 збірних) | Загалом (29 збірних) | 26     | 26     | 27     | 79      |